# Il monaco prigioniero
Il monaco prigioniero  (The Summer of the Danes) è un giallo storico di ambientazione medievale, scritto dall'autrice britannica Ellis Peters. Si tratta del diciottesimo romanzo in cui indaga il monaco benedettino Fratello Cadfael. Pubblicato per la prima volta in lingua originale nel 1991 è arrivato nelle librerie italiane nel 2002, tradotto da Elsa Pelitti.

## Trama
La vicenda inizia sul finire dell'aprile 1144, nell'abbazia dei Santi Pietro e Paolo a Shrewsbury.  Mentre i monaci sono riuniti in capitolo, giunge da Lichfield fratello Mark con un'ambascia. Egli, che è stato novizio presso l'abbazia nell'erbario di fratello Cadfael, è ora diacono presso il vescovo di Coventry e Lichfield, Roger de Clinton. Il vescovo lo ha inviato in missione nel Galles presso due diverse diocesi. Deve portare doni e lettere fraterne al nuovo vescovo di Saint Asaph (il normanno Gilbert) e al vescovo di Bangor, Meurig.
Dopo essersi rinfrescato e aver parlato da solo con l'abate Radulfus, egli si reca all'erbario dove trova sia fratello Cadfael, che lo sceriffo Hugh Beringar. I tre parlano amichevolmente e alla fine fratello Mark informa Cadfael di una importante questione che lo riguarda. Dato che il vescovo Meurig è gallese e non parla altre lingue, egli ha avuto licenza sia dal vescovo de Clinton che dall'abate Radulfus di richiedere che fratello Cadfael lo accompagni nel viaggio in Galles come traduttore.
Il giorno seguente, partono di buon ora e sono accompagnati per un primo tratto anche da Hugh, Aline e il figlioletto Giles che stanno andando a Maesbury per trascorrervi l'estate nel loro maniero. Due giorni dopo, Cadfael e Mark sono a Saint Asaph e là trovano una fervente attività. Presto scoprono a cosa è dovuta: il principe regnante del Galles del Nord Owain Gwynedd, il figlio ventenne Hywel e tutto il loro seguito si trovano lì e sono stati invitati a cenare con il vescovo Gilbert.
Appena arrivati, come è costume in Galles, i due monaci vengono aiutati da una giovane ragazza a lavarsi i piedi; ella si chiama Heledd, è figlia di uno dei canonici del vescovo e sta per andare in sposa a un nobile dell'isola di Anglesey. Il rapporto tra la ragazza e il padre è molto teso per via della decisione di lui di mandarla il più lontano possibile, così che la sua carriera ecclesiastica non ne risenta. Il nuovo vescovo Gilbert, infatti, non tollera altro che religiosi celibi e Heledd è la prova che egli è stato sposato per diversi anni. Essi partiranno il giorno seguente con Owain Gwynedd per recarsi a incontrare lo sposo.
Mark e Cadfael porgono il dono e la lettera nel corso della cena e vengono perciò invitati a desinare al banchetto del vescovo. Vengono inoltre invitati a effettuare una prima parte del viaggio che li porterà a Bangor con il seguito di Owain Gwynedd che partirà il giorno seguente per recarsi ad Aber. Nel corso del banchetto sono testimoni di una supplica rivolta proprio al principe del Galles. Bledri ap Rhys, fedele al fratello minore di Owain, Cadwaladr, che il principe ha diseredato e scacciato dalle sue terre l'anno precedente, si rivolge al principe affinché perdoni il fratello e gli restituisca i suoi averi. L'animosità tra Owain e il fratello è dovuta ad un avvenimento del 1143 quando Cadwaladr ha ordinato l'uccisione di Anarawd, principe di Deheubarth, che era loro alleato e avrebbe dovuto sposare una della figlie di Owain.
La supplica viene udita e Owain Gwyanedd decide di pensare alla questione prima di dare una risposta positiva o negativa. Invita perciò Bledri ap Rhys a seguirlo fino ad Aber come ospite. I monaci, Heledd con il padre, Bledri e la corte di Owain Gwynedd partono di buon ora la mattina seguente dirigendosi a ovest e arrivano alla loro destinazione prima di cena. Nel corso della giornata Bledri non perde occasione per flirtare con Heledd, generando le ire del padre di lei.
In piena notte Cadfael e tutto l'avamposto sono svegliati da squilli di trombe e accorrono per vedere quale sia il pericolo. Un messaggero è appena giunto con notizie allarmanti: delle navi danesi provenienti da Dublino sono state avvistate nei pressi delle spiagge di Abermenai e con loro c'è Cadwaladr, venuto a reclamare le proprie terre. Si decide perciò di partire all'alba per Carnarvon e di richiamare più uomini possibili dalle zone limitrofe. 
Purtroppo quella stessa notte viene anche rinvenuto il cadavere di Bledri ap Rhys, ucciso con una pugnalata al cuore e al mattino dopo avviene l'annuncio della sparizione di Heledd che è fuggita nella notte, ignara del pericolo danese. Mentre Owain e il suo seguito partono per Carnarvon, i due monaci si recano invece a Bangor dal vescovo Meurig. Espletata la missione episcopale, fratello Cadfael e fratello Mark decidono di fare il possibile per trovare Heledd e portarla al sicuro.
A un bivio, decidono di prendere strade diverse e Cadfael incontra Heledd, ma il monaco e la giovane donna vengono circondati dai guerrieri danesi e presi come ostaggi. Fratello Mark assiste al passaggio del gruppo che sta tornando alla nave e nota i prigionieri. Decide perciò di recarsi immediatamente dal principe Owain con le novità. Intanto i prigionieri vengono caricati sulla nave e riportati al campo che i danesi hanno eretto più a sud. 
Nei giorni che seguono, si svolgono le trattative per il riscatto dei prigionieri e l'allontanamento dei danesi dal Galles. Cadwaladr dà prova di non essere uomo di parola, tradendo anche i danesi suoi alleati, ed è costretto a pagare i guerrieri stranieri di tasca propria quando Owain si rifiuta di aiutarlo. 
Alla fine il colpevole dell'omicidio confessa in punto di morte, i prigionieri sono liberati e i danesi ritornano a Dublino con il loro bottino. Fratello Mark e fratello Cadfael ritornano poi, con un po' di ritardo, a Shrewsbury, fermandosi sulla via del ritorno per passare la notte a Maesbury da Hugh e Aline Beringar, raccontando loro l'avventura vissuta in Galles.

## Personaggi storici
Questo romanzo è particolare in quanto il ruolo di fratello Cadfael è quasi quello di mero spettatore. Egli non conduce indagini e non scopre il nome dell'assassino. Qui ciò che conta realmente sono le vicende storiche di cui è testimone. In tal senso i personaggi realmente esistiti giocano un ruolo fondamentale.
Ellis Peters aveva già inserito nei precedenti romanzi numerosi personaggi storici, alcuni menzionandoli solamente, altri facendoli comparire nel corso della narrazione, ma qui alcuni di essi assumono un ruolo preponderante. In questo romanzo il movente dell'azione è il vescovo Roger de Clinton che manda in missione fratello Mark in Galles, consigliandolo di portare con sé un traduttore. In definitiva i personaggi veramente esistiti sono numerosi e strettamente legati alla narrazione e all'ambientazione gallese:
- Owain Gwynedd: principe di Gwynedd, regno nel nord del Galles, all'epoca indipendente. È già stato menzionato in numerosi altri romanzi di fratello Cadfael ed è apparso prominentemente ne I due prigionieri. Era stato menzionato per la prima volta già nella prima indagine del monaco: La bara d'argento.
- Hywel ab Owain Gwynedd: secondogenito figlio di Owain (anche se illegittimo), è sempre al fianco del padre. Si menziona anche la sua scacciata dello zio Cadwaladr dai suoi possedimenti di Caredigion, avvenuta l'anno precedente (1143).
- Cadwaladr ap Gruffydd: fratello minore di Owain viene qui incontrato per la prima volta dal monaco benedettino, ma era già stato menzionato ne I due prigionieri, dove la sua decisione di combattere al fianco del conte di Chester nella battaglia di Lincoln era stata parte movente della vicenda.
- Gilbert: vescovo normanno di Saint Asaph nominato dall'arcivescovo di Canterbury solo l'anno precedente.
- Otir: capo della spedizione danese in Galles. È una figura realmente esistita sebbene normalmente venga indicata con il nome Óttar Óttarsson, mentre l'autrice ha preferito l'accezione irlandese.

E poi sono molti i personaggi solo visti di sfuggita o menzionati oltre a quelli che sempre impegnano i romanzi con fratello Cadfael (Re Stefano e l'Imperatrice Maud):
- Rhun ab Owain Gwynedd: primogenito figlio (illegittimo) di Owain Gwynedd. Viene solo visto da lontano da fratello Cadfael, ad Aber.
- Roger de Clinton: vescovo di Coventry e Lichfield, era già comparso in L'apprendista eretico ed era stato nominato in altri libri come La confessione di fratello Haluin.
- Meurig: vescovo di Bangor all'epoca dei fatti. Viene incontrato brevemente dai monaci. Cadfael e alcuni altri monaci avevano anche incontrato il precedente vescovo di Bangor, David, nel corso del primo romanzo: La bara d'argento.
- Theobald: l'allora arcivescovo di Canterbury.
- Anarawd ap Gruffydd: il deceduto principe di Deheubarth. È parte movente della vicenda in quanto il suo assassinio è stata la causa della discordia tra Owain e il fratello Cadwaladr.

## Edizioni italiane
- Ellis Peters, Il monaco prigioniero, traduzione di Elsa Pelitti, collana: La gaja scienza, n° 656, Milano, Longanesi & C., 2002,  p. 227, ISBN 88-304-1936-2.
- Ellis Peters, Il monaco prigioniero, traduzione di Elsa Pelitti, copertina di Ezio Rolle, Milano, TEA, 2004,  p. 227, ISBN 88-502-0596-1.
- Ellis Peters, Il monaco prigioniero, Milano, Mondolibri, 2002.